# Logotipo da Record
A Record (antes chamada de "TV Record", "Rede Record" ou "RecordTV") usou diversos logotipos corporativos através de sua história, iniciada a partir de sua inauguração em 1953. O primeiro logotipo, uma rosa dos ventos com a descrição "TV Record Canal 7", foi usado a partir da fundação da emissora. A primeira atualização surgiria em 1970, que manteve a mesma descrição usada pelo logotipo anterior. Pouco tempo depois, o logotipo foi atualizado, com o circle 7 logo da ABC sendo usado no lugar da letra O da palavra "Record". Esta versão foi atualizada para incluir alguns símbolos nos anos posteriores, como a torre da emissora, um tigre e por último um girassol. O círculo dourado com o canal 7 durou até 1982.
A partir da década de 1980, o logotipo passou por uma nova atualização, passando a ser um arco-íris acompanhado da palavra "Record". Na mesma década, o logotipo foi alterado para um losango dourado, mantendo a descrição "Record". Esses logos marcaram a última década em que a Record foi administrada por seu fundador, Paulo Machado de Carvalho, e por seu sócio Silvio Santos, que venderam a emissora para Edir Macedo, fundador da Igreja Universal do Reino de Deus, no final de 1989.
A administração de Macedo implicou uma mudança de logotipo concebida pelo designer Ricardo Cis em 1990, que teve a estrutura mantida em todos os logotipos posteriores, incluindo a antiga versão lançada em 2012. Esse logotipo trata-se de uma esfera, inicialmente azulada, acompanhada por três arcos das cores primárias: azul, verde e vermelho. Posteriormente, a esfera passou a ser prateada e depois dourada, sendo substituída por um globo terrestre a partir da versão de 2002. Com o lançamento da Record News, o mesmo logotipo foi usado para a emissora, porém os arcos e a esfera são azuladas, acompanhadas da descrição "News" em quadrados arredondados vermelhos.

## Histórico de logotipos

### 1953-1970
A primeira logomarca, usada a partir de sua fundação em 1953, é uma rosa dos ventos acompanhada da descrição "TV Record Canal 7". Na década de 60, a emissora adotou um tigre como mascote que costumeiramente aparecia nas vinhetas da emissora; o animal representou o canal até meados dos anos 70.

### 1970
Foi introduzido um retângulo escuro que manteve o texto "TV Record Canal 7", com o número 7 aparecendo a direita do logotipo, onde a palavra "canal" localizava-se dentro do algarismo.

### 1971-1982

O circle 7 logo foi usado no lugar da letra O na versão de 1971 do logotipo da Record.

O nome "Record" foi escrito de forma estilizada e o número 7 aparecia dentro da letra O, utilizando-se o circle 7 logo, criado originalmente para as emissoras próprias da rede norte-americana ABC que operam no canal 7. Com a chegada das cores no ano seguinte, as letras C, O e R da logomarca ganhou o sistema de cores RGB: vermelho, verde e azul. Posteriormente, o logotipo passou a acompanhar alguns símbolos, como a torre de transmissão da emissora, e depois, o já citado "mascote" do canal (O Tigre), por fim, um girassol estilizado e círculo dourado com o número 7. Paulo Machado de Carvalho e Silvio Santos foram os donos da Rádio e TV Record até 1987. Record passou a ser retransmissora do Programa Silvio Santos a partir de 3 de fevereiro de 1980 em São Paulo.

### 1982-1986
Um semicírculo colorido semelhante a um arco-íris foi utilizado, seguido simplesmente pelo nome "RECORD". O arco-íris foi modificado em 1985, aparecendo apenas metade dele, com 3 partes coloridas em vermelho, verde e azul respectivamente e eliminando o nome "Record" na parte inferior.

### 1986-1990
Quatro faixas formando um losango dourado onde novamente somente o nome "Record" aparece, a partir de 26 de setembro de 1986. Em 26 de julho de 1987, foi ao ar, o último Programa Silvio Santos devido ao impasse entre os grupos Paulo Machado de Carvalho e Silvio Santos. Entre 1988 e 1989, foi utilizada uma logomarca comemorando os 35 anos da emissora. Entre final de julho de 1987 até 15 de julho de 1990, a emissora voltou a ser transmitida somente para toda a cidade e todo o estado de São Paulo pela Rede de Emissoras Independentes, com mudanças nas vinhetas interprogramas, vinhetas de chamadas e vinhetas pós-chamadas.

### 1990-1992
Primeira concepção do logotipo atual: uma esfera de cor azul claro, com três arcos das cores vermelho, verde e azul circulando ao seu redor. A partir desta data, a emissora passou a se auto-intitular "Rede Record". Foi criado pelo designer argentino Ricardo Cis, que até hoje trabalha na identidade visual do canal.

### 1992-1995
O logotipo sofre uma remodelação, tornando-se todo prateado com pequenos detalhes coloridos nos seus arcos. Nesse mesmo ano, foi criada uma vinheta especial de quarenta anos do canal, onde o número "40" aparecia rodando em volta da esfera prateada intercalando-se com os arcos.

### 1995-2002
A logomarca torna-se dourada, e seus arcos sofrem pequenas modificações mas mantendo-se ainda nas cores RGB. Em 1998, durante as comemorações de quarenta e cinco anos da Record, o número 45 aparecia depois do logotipo do canal durante as vinhetas.

### 2002-2007
A esfera dourada é substituída pelo planeta Terra e os arcos, agora remodelados, passariam a simbolizar o sinal da Record Internacional. Foi lançado 1 ano antes da comemoração do cinquentenário da emissora uma vinheta onde o algarismo 5 vinha acompanhado da logomarca da Record a sua direita, formando o número 50. O logotipo, a partir de então, viria a ser acompanhado apenas pela inscrição "Record". Em 2005, a imagem sofre uma pequena modificação: os arcos deixam de ser transparentes e ganham mais brilho, o planeta fica mais nítido e centralizado, além da inscrição "Record" ter ficado branca com suas bordas em azul-claro.

### 2007-2012
O Planeta Terra passa a ser todo azul, representando apenas o contorno dos continentes. Os arcos passam a ter cores uniformes. Lançado no dia da inauguração da TV digital no Brasil, o significado é o mesmo do anterior. O logotipo comemorativo com o número 55 não foi lançado na tela da TV. A intenção da emissora foi que a comemoração seria feita no final de 2007.

### 2012-2016

Versão do logotipo da Rede Record, lançada em 2012.

Na versão lançada em 2012, o globo terrestre passa a ser prateado, mantendo ainda o mapa da América do Sul e os arcos, que passaram a cobrir o globo, mantendo as suas cores. O projeto para a nova versão do logo foi criado em 2010 pelo designer Michel Frey, responsável pelo departamento de chamadas e de criação visual da Record na época. Do projeto original, o mapa da América do Sul no globo terrestre foi removida, e os arcos formavam um "play".
Este logotipo foi lançado em fevereiro daquele ano, dentro do programa Domingo Espetacular.
A Record +60 foi lançada na tela da TV, para comemorar os 60 anos da emissora. A programação especial foi iniciada no final de 2012 até setembro de 2014.

### 2016-2023

Logotipo da Record após o rebranding ser aplicado pela emissora, usado de 24 de novembro de 2016 até 06 de novembro de 2023.

A Record passou por um processo de rebranding, que reposicionou a marca da emissora de "Rede Record" para "RecordTV" e também implicou no lançamento de uma nova versão de seu logotipo. A atualização traz algumas modificações ao logotipo lançado em 2012, sendo elas a remoção das cores dos arcos do logotipo, que ficou totalmente em um tom platinado, a inclinação desses arcos, e por fim a remoção do mapa da América do Sul do globo terrestre. Uma versão para o Grupo Record, além de variações monocromáticos do logo e uma nova canopla, também foram lançadas.
A atualização da marca da Record tinha previsão de estrear em 27 de setembro de 2016, data de aniversário da emissora, posteriormente adiado para o dia 29 seguinte, porém o laçamento do rebranding foi adiado pela direção da emissora, que não deu um prazo para colocá-lo no ar. Uma nova data foi anunciada para o lançamento do rebranding, que foi aplicado pela emissora no dia 24 de novembro, dentro do Jornal da Record. A Record já pediu o registro da marca do novo logotipo ao Instituto Nacional da Propriedade Industrial (INPI). A Record 65 foi lançada na tela da TV para comemorar os 65 anos da emissora. A programação especial foi iniciada no final de 2017 e se estendeu até setembro de 2019, sua marca comemorativa traz o seu logotipo dentro do número 6 e o número 65 aparece transparente nas chamadas. Para comemorar os 70 anos, foi lançado um 7 na cor azul com traços em branco, enquanto que o logotipo passou a fazer alusão ao número zero.

### 2023-presente

Atual logotipo da Record.

A área central passa a ficar maior, deixando de lado as texturas que lembram um vidro, lembrando uma forma metálica, sofrendo poucas alterações comparadas com o logotipo de 2016, sendo mantida a cor cinza, mas em tonalidade mais escura. O formato da nova logomarca remete à tecla play. Assim, o nome voltou a se chamar Record, como era antes de 2016, eliminando a palavra "TV".

## Outras versões
O logotipo foi adaptado para outras empresas do Grupo Record. A Record News, desde seu lançamento em 2007, sempre usou uma versão adaptada de cada versão lançada do logotipo da Rede Record, porém acompanhado por quatro quadrados arredondados com cada uma das letras que formam a palavra "News". Essa estrutura foi usada até o lançamento de um novo logo do canal em 2016, que apenas manteve os arcos usados no logotipo da Record.
A TV Miramar, sucursal da Rede Record em Moçambique, usa o mesmo logotipo que a Record, porém com o globo terrestre apontado para o continente africano. Na versão original da logotipo, o globo terrestre é apontado para a América do Sul.